# Montejícar
Montejícar és un municipi de la província de Granada. Té 2.615 habitants (2005) INE.

## Història
No es coneix la fundació del poble. Durant la Reconquesta va ser un assentament militar. Va ser conquistat en 1486 pels Reis Catòlics. El nom del poble procedeix de l'àrab Shisn Monte Saker una derivació de Shicar.